# Bryum umbraculum
Bryum umbraculum là một loài rêu trong họ Bryaceae. Loài này được Bruch ex Hook. mô tả khoa học đầu tiên năm 1819.